# Connaissance médicale
La connaissance médicale est le corps (corpus) des représentations mentales et sociales relatives aux maladies, à la santé et à la médecine.
Elle ne doit pas être confondue avec les connaissances médicales (au pluriel) qui sont l'ensemble des savoirs sur les maladies, leurs mécanismes d'apparition et de développement, les traitements et l'interprétation des tests de laboratoire et d'imagerie, nécessaires aux prises de décisions en santé. Depuis la seconde moitié du XXe siècle, les connaissances médicales doivent être fondées sur des preuves solides issues d'études cliniques et épidémiologiques, en utilisant des méthodes valides et fiables,.
En France, l'évolution législative incarnée par la loi du 4 mars 2002 a introduit la notion de connaissances médicales avérées en précisant que « Toute personne a ... le droit de recevoir les soins les plus appropriés et de bénéficier des thérapeutiques dont l'efficacité est reconnue et qui garantissent la meilleure sécurité sanitaire au regard des connaissances médicales avérées » c'est-à-dire des connaissances reconnues comme vraies (à une date donnée), authentiques, après examen par un référent reconnu comme par exemple la Haute autorité de santé en France. Dès lors ces connaissances médicales avérées représentent un sous-ensemble de références issu de l'ensemble des  connaissances médicales qui obligent le médecin dans sa pratique,.